# بابا (مریوان)
بابا (مریوان)، روستایی از توابع بخش سرشیو شهرستان مریوان در استان کردستان ایران است.

## جمعیت
این روستا در دهستان گلچیدر قرار دارد و براساس سرشماری مرکز آمار ایران در سال ۱۳۸۵، جمعیت آن ۵۸ نفر (۱۳خانوار) بوده‌است.